# 武豊港駅
武豊港駅（たけとよみなとえき）は、愛知県知多郡武豊町大字里中にあった、日本国有鉄道（国鉄）武豊線貨物支線の貨物駅である。
武豊線の終着駅の武豊駅から伸びる、全長1キロメートルの貨物支線の終着駅であった。元は1892年（明治25年）に移転する以前の武豊駅所在地で、1930年（昭和5年）に武豊港駅として正式に開業し、1965年（昭和40年）に廃止された。

## 歴史
前身は、1886年（明治19年）3月に開業した旧・武豊駅である。同駅は、関東地方と関西地方を結ぶ幹線鉄道への資材運搬線として建設された武豊線の起点であり、駅には約140m・幅約5.5mの木製桟橋が建設され、資材の陸揚げ基地とされていた。1892年6月に武豊駅は現在地である武豊町字金下へと移転するが、移転前の旧駅も引き続き武豊駅の構内として処理された。
1901年（明治34年）、武豊港にライジングサン石油（後のシェル石油、昭和シェル石油の前身）の油槽所が設置された。同年10月には同社は駅に繋がる専用鉄道を敷設し、駅からの石油輸送が開始された。また、1928年（昭和3年）には当時味噌・醤油の蔵元であった万三商店の専用側線が敷設されている。
1930年（昭和5年）4月1日付で、武豊駅構内扱いであった旧駅は武豊港駅として正式に開業した。開業時の告示によれば、貨物駅で貸切扱貨物（後に車扱貨物と改称される貨物の区分）を専門に取り扱った。上記の旧駅に接続していたライジングサン石油専用鉄道・万三商店専用線も、武豊港駅接続に切り替えられている。
武豊港駅は開業以降石油を中心とする貨物を取り扱っていたが、1965年（昭和40年）8月20日付で廃止された。ただし、廃止よりも前の1959年度（昭和34年度）に貨物取扱量をそれ以前よりも大きく減らし、1960年度（昭和35年度）以降は統計に記載されなくなっていた。

## 利用状況
1950年度以降の貨物取扱量（発送・到着トン数）は以下の通り。1960年度以降、武豊港駅の名は統計に記載されていない。
| 貨物取扱量の推移 | 貨物取扱量の推移 | 貨物取扱量の推移 | 貨物取扱量の推移                      |
| 年度             | 発送             | 到着             | 出典                                  |
| ---------------- | ---------------- | ---------------- | ------------------------------------- |
| 1950年度         | 10,452t          | 4,199t           | 『愛知県統計年鑑』昭和27年度刊、326頁 |
| 1951年度         | 10,108t          | 4,827t           | 同 昭和28年度刊、310頁                |
| 1952年度         | 18,254t          | 8,830t           | 同 昭和29年度刊、329頁                |
| 1953年度         | 23,755t          | 10,543t          | 同 昭和30年度刊、306頁                |
| 1954年度         | 29,735t          | 12,206t          | 同 昭和31年度刊、304頁                |
| 1955年度         | 29,493t          | 12,254t          | 同 昭和32年度刊、319頁                |
| 1956年度         | 34,522t          | 14,000t          | 同 昭和33年度刊、335頁                |
| 1957年度         | 35,867t          | 13,658t          | 同 昭和34年度刊、379頁                |
| 1958年度         | 23,403t          | 8,782t           | 同 昭和35年度刊、292頁                |
| 1959年度         | 906t             | 765t             | 同 昭和36年度刊、261頁                |

## 跡地

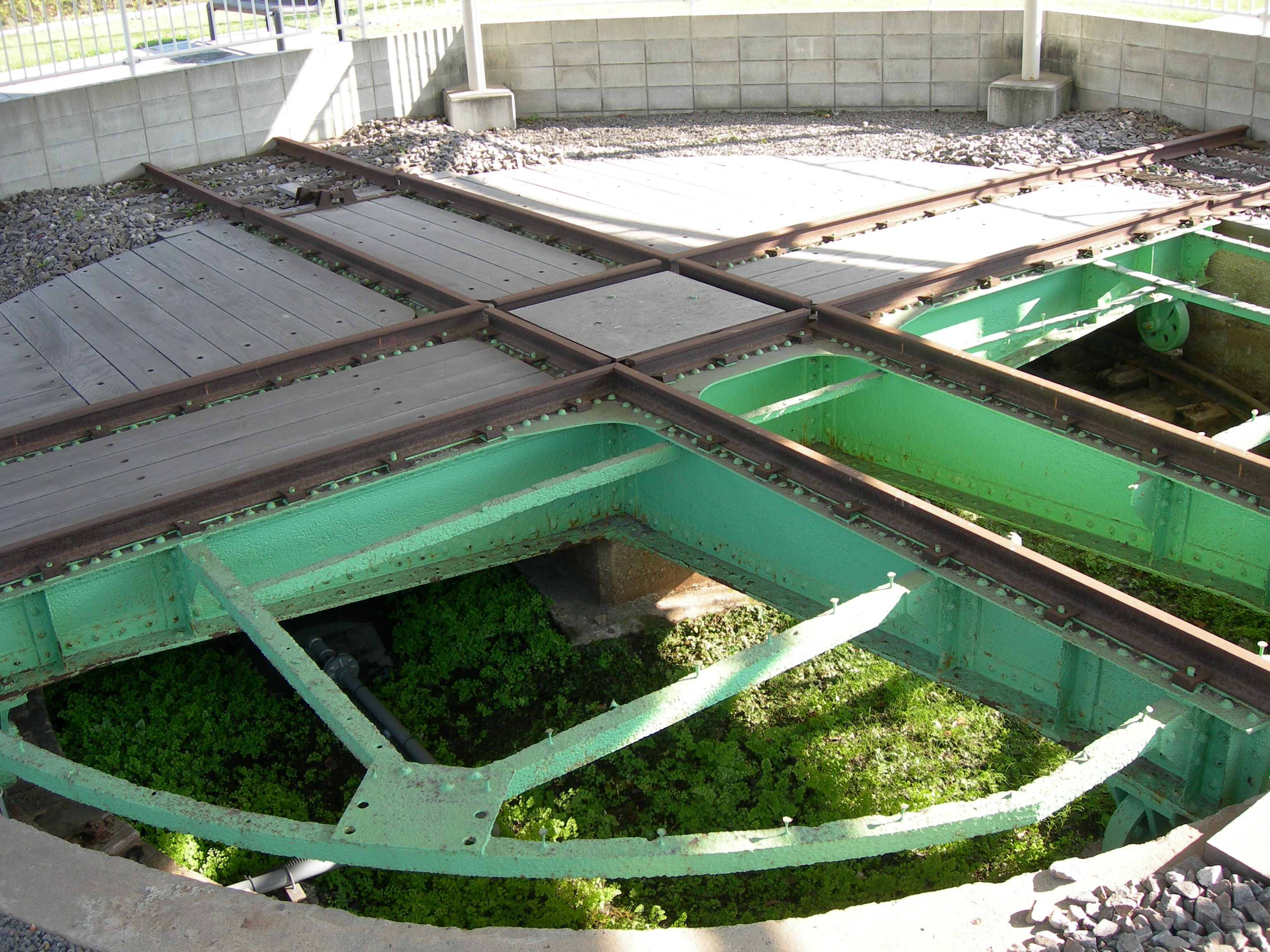
転車台（2009年10月）

駅の跡地は、現在の国道247号・里中交差点付近である。交差点南東角には「武豊停車場跡地」の記念碑があり、駅で使用されていた転車台が保存されている。2009年（平成21年）1月、転車台は国の登録有形文化財に登録された。2016年（平成28年）4月1日には武豊町地域交流施設を構成する転車台ポケットパークが整備された。
駅の転車台は当初木製であったが、1927年（昭和2年）に2基の鉄製転車台に交換された。保存されている転車台はそのうちの1基で旧ライジングサン石油の油槽所へ貨車を出入させるために使用されていた。駅の廃止後は放置され土砂に埋まっていたが1998年（平成10年）にこの遺構を当時の小学生2名が発見し、彼らをはじめ保存の声が相次いだことから町が修復工事に着手し2002年（平成14年）10月に修復工事が完了した。2008年（平成20年）2月には「回転ポッポ台」という愛称がつけられている。台上で線路が直角に交差するタイプのこの転車台は、日本で唯一現存するものである。

## 隣の駅
日本国有鉄道
武豊線貨物支線
武豊駅 - 武豊港駅